# Mekia Valentine
Mekia Shanta Valentine (Greensboro, 6 de marzo de 1988 - Santa Bárbara, 26 de marzo de 2020) fue una jugadora profesional internacional de baloncesto. Fue reclutada por la WNBA y jugó para el equipo de la Universidad de California en Santa Bárbara Gaucho.

## Vida personal
Valentine era originaria de Greensboro, Carolina del Norte. Era la hija de Lisa Meadows Johnson y Jerome Early Valentine III. Su abuela, Lillian Manns Valentine, la adoptó en la infancia y la crio.

## Trayectoria
Valentine era un delantera de 6 pies 4 pulgadas. Ella comenzó a jugar baloncesto en la escuela secundaria con Greensoboro Day School antes de transferirse a Dudley High School para su último año. Fue nombrada la tercera mejor delantera de la nación por Full Court Press. Fue nombrada MVP de Dudley y Jugadora de la Conferencia 3A del año.
Fue una de las 25 mejores reclutas nacionales y obtuvo los honores ACC All-Freshman en 2007 en la Universidad Wake Forest. Cuando comenzó a jugar para el equipo de Gauchos de la UCSB como junior, promedió 12.3 puntos, 9.7 rebotes y 4.0 bloqueos por juego y ayudó al equipo a ganar WNIT. Al año siguiente, Valentine promedió 11.1 puntos, 11.2 rebotes y 3.7 bloqueos. Tenía muchos de los récords de la escuela, incluido el promedio de rebote profesional (10.5), bloqueos en un juego (11), bloqueos en una temporada (120) y porcentaje de goles de campo de la temporada (.620) y carrera (.595). Fue nombrada la Jugadora Defensiva del Año de Big West. En 2011 fue reclutada para la WNBA, por New York Liberty. Ella eligió una carrera de cuatro años en el baloncesto internacional, jugando en Israel, Polonia, Alemania y Rumania. En 2016 se retiró del baloncesto y buscó enfermería. Trabajó en la atención al paciente antes de pasar al sector privado.